# التلقيب المحلي والأجنبي
التلقيب المحلي أو التسمية المحلية أو التكنية المحلية (من اليونانية: éndon بمعنى «داخلي» وónoma بمعنى «اسم») (بالإنجليزية: endonym ويُعرف أيضًا باسم autonym) هو اسم داخلي شائع يستعمل للإشارة إلى مكان جغرافي محدد أو مجموعة أشخاص أو لغة أو لهجة بعينها، أي أن هذا الاسم يُستخدم داخل المكان الذي يُستخدم فيه أو بين أفراد تلك المجموعة أو المجتمع اللغوي المعني؛ فهو الاسم الذي يستعملونه للإشارة لأنفسهم أو لوطنهم أو للغتهم.
التلقيب الأجنبي أو التسمية الأجنبية أو التكنية الأجنبية (من اليونانية: éxō بمعنى «خارجي») (بالإنجليزية: exonym ويُعرف أيضًا باسم xenonym) هو اسم خارجي شائع يستعمل للإشارة إلى مكان جغرافي أو مجموعة من الأشخاص أو فرد أو لغة أو لهجة معينة، يتم استخدامه فقط خارج هذا المكان أو المجموعة أو المجتمع اللغوي. علة التلقيب الأجنبي راجعة ليس فقط لأسباب تاريخية جغرافية، ولكن أيضًا بسبب الصعوبات عند نطق الكلمات الأجنبية.
على سبيل المثال، (Deutschland) هو التلقيب المحلي للبلد المعروف أيضًا بالتلقيب الأجنبي ألمانيا باللغة العربية و(Allemagne) بالفرنسية.